# Timmiella cameruniae
Timmiella cameruniae är en bladmossart som beskrevs av Brotherus 1897. Timmiella cameruniae ingår i släktet Timmiella och familjen Pottiaceae. Inga underarter finns listade i Catalogue of Life.